# Aggersborggård
Aggersborggård er en af de danske herregårde, hvis historie rækker længst tilbage i tiden, helt til året 1086. Aggersborg var kongsgård fra 1086 til 1579. Gården ligger i udkanten af vikingeborgen Aggersborgs vold, i Aggersborg Sogn, Øster Han Herred, Hjørring Amt (nedlagt 1970, fra 2007 Region Nordjylland) i Vesthimmerlands Kommune. Hovedbygningen er opført i 1756-1758 i Christen Madsen Speitzers tid. Den er til dels bygget på tomten af en ældre, firefløjet bygning og består af tre egebindingsværksfløje på massivt murede fundamenter af kamp; i kælderen under den sydlige fløjs østgavl er der anvendt tilhugne granitkvadre, der sikkert tidligere har tjent til anden bygningsbrug. Mellem den sydlige og nordlige fløj har man fundet rester af en gammel indkørselsport med et slidt gulv af munkesten til begge sider, og under gårdspladsen gammel brolægning. Over
indgangsdøren står: 17. C.S. A.M.L. 58. Avlsbygningerne er opført efter en brand i 1894.
Ved Aggersborg har der været en helligkilde, „St. Nilaus Kilde“.
Aggersborggård Gods er på 370 hektar

## Stamhuset Aggersborggaard
Stamhuset Aggersborggaard blev oprettet af Christen Madsen Speitzer og hans kone Anne Margrethe Lund i 1767 og opløst i 1779. Stamhuset bestod af Aggersborggård på godt 600 tønder hartkorn, men fik ikke nogen egentlig stadfæstelse som stamhus.

## Ejere af Aggersborggård
- (1086-1579) Kronen
- (1579-1596) Vibeke Podebusk gift Bild
- (1596-1602) Preben Evertsen Bild
- (1602-1631) Vibeke Prebensdatter Bild gift Rantzau
- (1631-1652) Erik Kaas
- (1652-1660) Ejler Høg
- (1660-1686) Marie Ejlersdatter Høg gift Vind
- (1686-1689) Hans Mogensen Arenfeldt
- (1689) Margrethe Rantzau gift Benzon
- (1689-1701) Peder Benzon
- (1701-1718) Hans Pedersen Benzon
- (1718-1753) Mads Gergersen Speitzer
- (1753-1767) Christen Madsen Speitzer
- (1767-1777) Anna Margrethe Lund gift Speitzer
- (1777-1803) Mads Christensen Speitzer
- (1803-1808) Jakob Kjellerup
- (1808-1811) Hans Jakob Lindahl
- (1811-1833) Steen Kjærulf
- (1833-1838) Anne Cahrine Lüttichau gift Kjærulf
- (1838-1846) Ludvig Christian Brinck-Seidelin
- (1846-1852) Johan Nikolaj Ovesen
- (1852-1893) Jakob Nørgaard
- (1893-1903) Enke Fru A. K. Nørgaard (Hans Kirks oldemor)
- (1903-1934) H. B. F. Nørgaard
- (1934-1936) Jakob Nørgaard
- (1936-1979) Jakob Nørgaard / Inger Marie Nørgaard
- (1979-1989) Inger Marie Nørgaard
- (1989-1999) Aggersborggaard A/S v/a Regitse Johnsen
- (1999-) Aggersborggaard A/S v/a Frederik Reventlow-Grinling

## Eksterne kilder og henvisninger
- J.P. Trap: Danmark 5.udgave, Kraks Landbrug
- Trap Danmark 3. Udgave 4. Bind : Hjørring, Thisted, Aalborg, Viborg og Randers Amter (1898-1906) p. 178

56°59′38″N 9°15′19″Ø / 56.99389°N 9.25528°Ø